# استای
استای، روستایی از توابع بخش میان‌ولایت شهرستان تایباد در استان خراسان رضوی ایران است. این روستا در ۴۹ کیلومتری غرب تایباد قرار دارد.
این روستا از لحاظ تاریخی، جز روستاهای قدیمی منطقه است، قدمت آنرا بعضا به دوران پیش از اسلام و در جایی دیگر به حکومت صفوی نسبت داده‌اند. همچنین گفته شده نام این روستا از نام کتاب اَوِستا، کتاب مقدس زرتشتیان آمده است. کوه قلعه سنگی در این روستا یک کوه نسبتا مرتفع بوده و شباهت بسیاری با آتشگاه و قلعه نظامی دارد.
روستای استای به عنوان یک روستای پرجمعیت شناخته می‌شود. نزدیکی با منابع آب زیرزمینی، قنات، سد و رودخانه‌های فصلی در کنار فاصله زیاد از شهرستان‌های اطراف باعث شده این روستا به عنوان یکی از مکان‌های سکونت باستانی منطقه نام برده شود.

## جمعیت
این روستا در دهستان کوهسنگی قرار دارد و براساس سرشماری مرکز آمار ایران در سال ۱۳۸۵، جمعیت آن ۲٬۷۹۰ نفر (۶۱۱خانوار) بوده‌است.

## جاذبه های گردشگری
از مهمترین جاذبه های گردشگری این روستا به بند استای ؛ درخت جوز ؛ مسجد جامع استای ؛ قلعه سنگی ؛عزیزان خور ؛ آب انبار ؛ تپه استای و ... اشاره نمود که همه روزه پذیرای گردشگران بسیاری است.

## فیلم
فیلم مستند نسیم آبادی - روستای استای (1399)